# 口縄坂

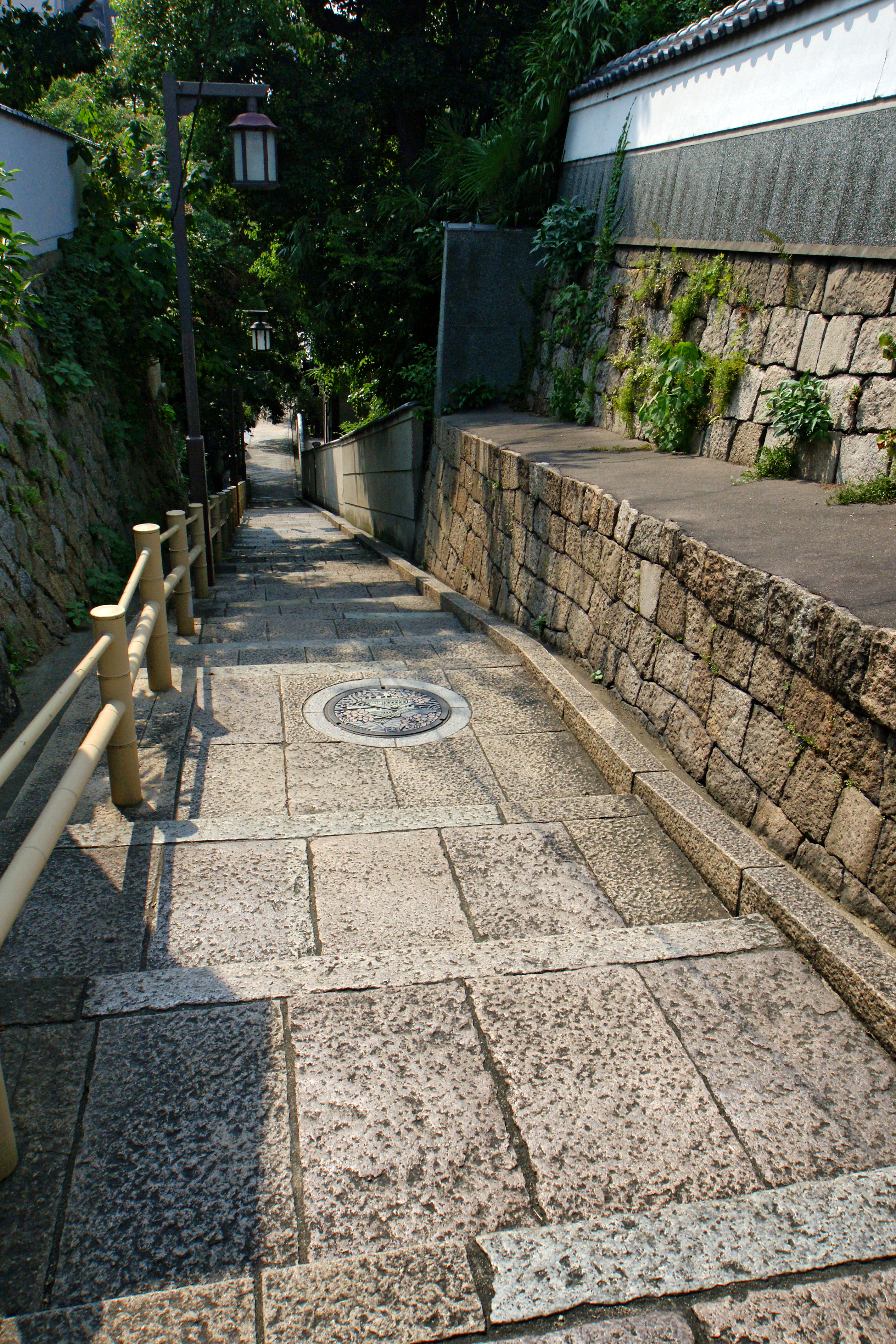
口縄坂

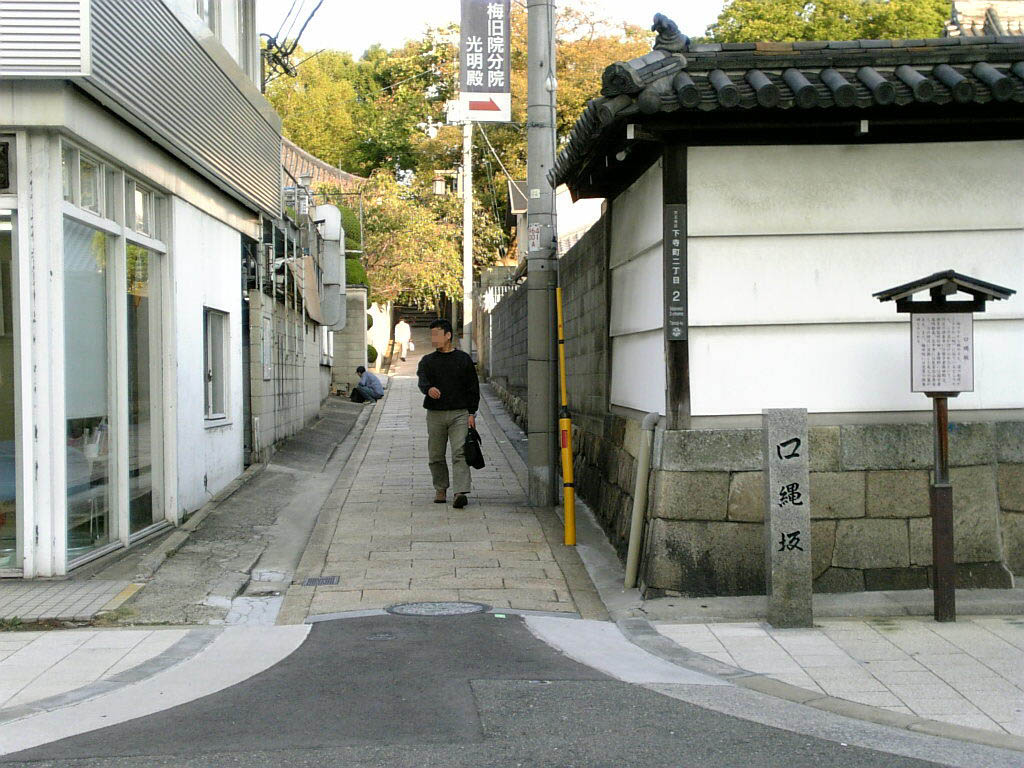
口縄坂（松屋町筋から撮影）

口縄坂（くちなわざか）は、大阪府大阪市天王寺区にある坂で「天王寺七坂」の一つ。「大阪みどりの百選」に選定されている。

## 概要
天王寺区下寺町2丁目から夕陽丘町にかけて東西に延びている坂で、東側（夕陽丘町）の標高が高くなっており、途中は石畳の階段になっている。前後の道はそのまま西側は松屋町筋、東側は谷町筋（大阪メトロ谷町線 四天王寺前夕陽ヶ丘駅付近）につながっている。
「口縄」とは大阪の古い言葉で「蛇（くちなわ）」のことであり、坂の下から道を眺めると、起伏が蛇に似ていることからそう呼ばれるようになったとされている。

## 周囲
坂下の善龍寺・称名寺が下寺町（25箇寺）の一画となる他、谷町筋沿いの六万体町にかけて天王寺寺町（14箇寺）が形成されており、仏教寺院が多い。坂を登りきった場所の北側にある梅旧院には松尾芭蕉の供養塔がある。南側に織田作之助の文学碑があり、彼の著書である『木の都』の一節が刻まれている。また、織田作之助が七坂の内、一番愛した坂でもある。